# Jean Prat
Jean Prat (Lourdes, 1 de agosto de 1923 — Tarbes, 25 de febrero de 2005) fue un jugador y entrenador francés de rugby que se desempeñó como ala. Fue hermano del también jugador de rugby Maurice Prat.
Es considerado uno de los mejores jugadores que dio su país por su entrega, liderazgo, seguridad en el tackle y una gran habilidad como pateador. Desde 2010 es miembro del World Rugby Salón de la Fama.

## Selección nacional
Sirvió en la Segunda Guerra Mundial, donde en 1941 fue hecho prisionero de guerra en la Alemania nazi.
Fue convocado a Les Bleus por primera vez en enero de 1945 para enfrentar al Ejército británico, fue capitán de 1953 a 1955, lideró a su equipo en la primera victoria contra los All Blacks en 1954 marcando el try de la victoria y disputó su último partido ante la Azzurri en abril de 1955. En total jugó 51 partidos y marcó 144 puntos.

## Palmarés
- Campeón del Torneo de las Seis Naciones de 1967.
- Campeón del Rugby Europe International Championships de 1952 y 1954.
- Campeón del Top 14 de 1948, 1952, 1953, 1956, 1957, 1958 y 1960.
- Campeón de la Copa de Francia de Rugby de 1950 y 1951.
- Campeón del Desafío Yves du Manoir de 1953, 1954 y 1956.